# Die, Die My Darling (Metallica)
Die, Die My Darling è un singolo del gruppo musicale statunitense Metallica, pubblicato il 7 giugno 1999 come terzo estratto dall'album di cover Garage Inc..

## Descrizione
Si tratta di una reinterpretazione dell'omonimo brano inciso dai Misfits nel 1984.

## Tracce
CD (Europa)
1. Die, Die My Darling – 2:26
2. Sabbra Cadabra (Live) – 7:03 – originariamente interpretata dai Black Sabbath
3. Mercyful Fate (Live) – 11:51 – originariamente interpretata dai Mercyful Fate

CD (Australia)
1. Die, Die My Darling – 2:26
2. Sabbra Cadabra (Live) – 7:03 – originariamente interpretata dai Black Sabbath
3. Mercyful Fate (Live) – 11:51 – originariamente interpretata dai Mercyful Fate
4. Whiskey in the Jar (Video) – 4:44 – canzone tradizionale
5. Turn the Page (Video) – 5:58 – originariamente interpretata da Bob Seger

## Formazione
Hanno partecipato alle registrazioni, secondo le note di copertina di Garage Inc.:
Gruppo
- James Hetfield – voce, chitarra
- Lars Ulrich – batteria
- Kirk Hammett – chitarra
- Jason Newsted – basso

Produzione
- Bob Rock – produzione
- James Hetfield – produzione
- Lars Ulrich – produzione
- Randy Staub – ingegneria del suono, missaggio
- Brian Dobbs – ingegneria del suono aggiuntiva
- Kent Matcke – assistenza tecnica
- Leff Lefferts – assistenza tecnica
- Chris Manning – assistenza tecnica
- Paul DeCarli – montaggio digitale
- Mike Gillies – montaggio digitale
- Mike Fraser – missaggio
- George Marino – mastering

## Classifiche
| Classifica (1999)             | Posizione massima |
| ----------------------------- | ----------------- |
| Stati Uniti (mainstream rock) | 26                |